# Mallinella dumogabonensis
Mallinella dumogabonensis là một loài nhện trong họ Zodariidae.
Loài này thuộc chi Mallinella. Mallinella dumogabonensis được Robert Bosmans & Hillyard miêu tả năm 1990.